# Daniela Luján
Daniela Luján (née Daniela Barrios Rodríguez le 5 avril 1988 à Mexico) est une actrice et chanteuse mexicaine.

## Biographie
Daniela Luján est née le 5 avril 1988. Elle est la fille de Miguel Barrios Luján et d'Amalia Rodríguez Gómez. Elle est la plus jeune de leurs trois filles.
À l'âge de cinq ans elle tient son premier rôle dans la version mexicaine de 1, rue Sésame.
En 1995, elle fait une apparition dans la telenovela La dueño réalisée par Florinda Meza et joue Daniela Villareal Regina enfant. C'est une adaptation de Amour et haine. En 1996, Mapath, un producteur de Televisa, la choisit pour jouer dans la telenovela Luz Clarita avec l'acteur cubain, César Évora. Daniela y joue l'un des rôles principaux, Luz Clarita à l'âge sept ans.
Daniela participe à d'autres telenovelas comme El diario de Daniela et Cómplices al rescate en remplaçant Belinda comme Mariana et Silvana ensuite Belinda quitte le show.
Elle contribue aussi aux chansons pour telenovelas. Elle enregistre deux albums, l'un en 1999 intitulé Por Un Mundo Mejor (Pour un monde meilleur) et l'autre en 2001 intitulé Corazón.com (cœur.com).
En 2004, elle signe un contrat avec Edgardo Díaz, créateur de Menudo, qui est maintenant chargé de sa carrière de chanteuse.

## Filmographie

### Films
- 1998 : Angelito Mio : Maria
- 1995 : Entre Pancho Villa y Una Mujer Desnuda (participation spéciale)

### Telenovelas et séries
- 1993 : Plaza Sésamo : Maria
- 1995 : La dueña : Regina Villareal
- 1996 : Luz Clarita : Luz Clarita
- 1998 : Gotita de amor : Daniela
- 1998 : El diario de Daniela : Daniela Monroy
- 2000 : Premier amour... un mile une minute : Sabrina Luna Guerra
- 2001 : Amour Primero... Trois ans plus tard : Sabrina Luna Guerra
- 2002 : Cómplices al rescate : Silvana Del Valle / Mariana Cantú
- 2003 : Minga y Petraca
- 2003 : Mujer, casos de la vida real : La custodia
- 2004 : La Jaula
- 2007 : Una Familia de Diez : Gabriela "Gaby" del Valle de López
- 2008 : La rosa de Guadalupe : Angélica - La niña de mis ojos
- 2009 : La rosa de Guadalupe : Carolina
- 2009 : Sortilégio : Lisette Albarran
- 2011 : Como Dice el Dicho : Cláudia
- 2013 : De que te quiero, te quiero : Karina Montiel

### Présentatrice
- 2002 : Alebrije Kids
- 2002 : Generacion del Milenio
- 2003 : Ritmo y Sabor
- 2006 : Kids 4TV
- 2012 : TV de noche... desde la tarde

### Théâtre
- 1996 : Luz Clarita en el País de la Fantasía : Luz Clarita
- 1997 : El Sueño de una Flor
- 1998 : Caperucita Roja
- 2003 : ¿En dónde está el mago de Oz? : Doroty
- 2004 : Ariel, una tierna historia de mar
- 2005 : Centella, Tierra de Magia y Estrellas : Princesa Catite
- 2006 : Vaselina : Licha / Sonia
- 2008 : La Cenicienta
- 2008 : La Sirenita, el Musical
- 2008 : Radio Patito
- 2009 : Camisa de Fuerza
- 2009 : Abracadabra
- 2010 : El Juego : Danny
- 2010 : Wicked : Nessarose
- 2011 : Reflekta
- 2011 : Cuentos para un día de Sol : Trapitos
- 2011-2012 : 12 Princesas en Pugna
- 2013 : Los Efectos de los Rayos Gamma
- 2014-2016 : La Familia de Diez : Gabriela "Gaby" del Valle de López
- 2016 : El Juego Que Todos Jugamos
- 2016 : Carrie El Musical : Carrie White[1]
- 2016-2017 : Verdad o Reto: el musical : Chiquitere y Macarena
- 2017 : La tiendita de los horrores : Audrey
- 2018 : La estética del crimen : Bárbara
- 2018 : Cosas de papá y mamá : Luisa